# Adam Matuschyk
Adam Matuschyk, polnisch Adam Matuszczyk [ˈadam maˈtuʂt͡ʂɨk] (* 14. Februar 1989 in Gliwice) ist ein polnisch-deutscher Fußballspieler. Er ist seit dem 1. Juli 2020 Vertragsspieler des  1. FC Düren. Matuschyk ist sowohl polnischer als auch deutscher Staatsangehöriger; er gehörte von 2009 bis 2013 den polnischen Nationalmannschaften an. Mit der A-Nationalmannschaft nahm er an der Europameisterschaft 2012 teil. Mit seiner Familie (Ehefrau und zwei Kinder) lebt er derzeit in Kerpen-Buir.

## Karriere

### Kindheit und Jugend
Matuschyk folgte 1991 mit seiner Mutter dem Vater, der 1989 aus wirtschaftlicher Not als Leiharbeiter ins Saarland gegangen war, nach und wuchs in Merzig auf. Im Alter von sechs Jahren, meldeten ihn seine Eltern bei der SpVgg Merzig an. Nachdem er als Achtjähriger bei einem Jugendturnier Talentsichtern des 1. FC Köln aufgefallen war, wechselte er zum VfB Dillingen und war Teil der Saarauswahl. Im Alter von 14 Jahren wechselte er zum 1. FC Köln und lebte fünf Jahre lang bei der Familie des seinerzeitigen Jugend-Geschäftsführers, Christoph Henkel. Ab der Altersklasse U15 durchlief er alle Jugendmannschaften des 1. FC Köln. Mit der A-Jugend gewann er 2008 dem FVM-Pokal und die Westdeutsche Meisterschaft in der A-Jugend-Bundesliga West.

### Verein
Nach der Spielzeit 2007/08 war altersbedingt seine Karriere in den Jugendmannschaften beendet und Matuschyk stieg in die Reservemannschaft des FC auf. Am 15. August 2008 debütierte er im Seniorenbereich, als er beim 2:0-Sieg der Amateure am ersten Spieltag der Regionalliga West gegen Eintracht Trier in der 80. Minute für Lukas Nottbeck eingewechselt wurde. Am 2. November (11. Spieltag) erzielte er sein erstes Tor beim 4:2-Sieg im Spiel gegen den FSV Ludwigshafen-Oggersheim mit dem Treffer zum 3:1 in der 72. Minute. Anfang 2009 erhielt er einen Profivertrag, kam jedoch weiterhin in der U23 der Geißböcke zum Einsatz. Am Ende der Spielzeit 2008/09 hatte er 25 Punktspieleinsätze und drei Tore vorzuweisen.
In der Folgesaison kam er auch in der Reserveelf zum Einsatz, jedoch gehörte er am 17. Januar 2010 (18. Spieltag) erstmals dem Kader der Profimannschaft an, die das Bundesligaheimspiel mit 2:3 gegen Borussia Dortmund verlor; eingesetzt wurde er jedoch nicht. Am 27. Februar 2010 (24. Spieltag) gab er sein Profidebüt im Derby mit Bayer 04 Leverkusen. In seinem fünften Ligaspiel am 10. April 2010 (30. Spieltag) erzielte er beim 2:0-Sieg über die TSG 1899 Hoffenheim seine ersten beiden Tore in der Bundesliga. Am Saisonende hatte er ein Tor in elf Spielen für die U23 und zwei Tore in neun Spielen für die Profis erzielt. In der Folgesaison kam er zu 24 Einsätzen für die Profis und erzielte zwei Tore. In der Hinrunde der Saison 2011/12 kam er zu lediglich neun Einsätzen.
Über ein Leihgeschäft, spielte er ab Januar 2012 die Rückrunde für Fortuna Düsseldorf. Sein erstes von acht Spielen bestritt er am 4. Februar 2012 (20. Spieltag) beim 1:1 im Auswärtsspiel gegen den FC Ingolstadt 04 mit Einwechslung für Maximilian Beister in der 80. Minute. Die Fortuna kam als Tabellendritter in die Relegation und traf dort auf Hertha BSC. Matuschyk trug in beiden Spielen zum Aufstieg in die Bundesliga bei; danach kehrte er nach Köln zurück und spielte fortan in der 2. Bundesliga, da sein Verein in diese abgestiegen war. Am 19. November 2012 verlängerte er seine Vertragslaufzeit um zwei Jahre. In der Saison 2013/14 stieg er mit dem 1. FC Köln in die Bundesliga auf. Während er in der Aufstiegssaison noch 22 Punktspiele bestritt, kam er in der Saison 2014/15 noch zu zehn Punktspielen. Zur Saison 2015/16 wechselte er zu Eintracht Braunschweig und erhielt dort einen Dreijahresvertrag.
Im Juni 2017 wechselte er zum polnischen Erstligisten Zagłębie Lubin.
Der Drittligist und Aufstiegsaspirant KFC Uerdingen 05 nahm ihn im Januar 2019 bis Juni 2020 unter Vertrag. Zur Saison 2020/2021 wechselte Matuschyk zum Mittelrheinligisten 1. FC Düren. Dort ist er sowohl als Spieler als auch als Sportchef und Kaderplaner tätig.

### Nationalmannschaft
Matuschyk spielte für die Auswahlmannschaft des Saarländischen Fußballverbandes und nahm 2009 ein Angebot des polnischen Fußballverbandes an. Kurze Zeit später debütierte er für die U19-Nationalmannschaft und wurde im Mai 2010 vom seinerzeitigen Nationaltrainer Franciszek Smuda für drei Freundschaftsspiele gegen die Nationalmannschaften Finnlands, Serbiens und Spaniens erstmals für die A-Nationalmannschaft nominiert.
Sein erstes Länderspiel bestritt er am 29. Mai 2010 in Kielce beim torlosen Unentschieden gegen die Nationalmannschaft Finnlands. Sein erstes Länderspieltor erzielte er am 9. Oktober 2010 in Chicago beim 2:2-Unentschieden im Testspiel gegen die US-amerikanische Nationalmannschaft mit dem Treffer zum 1:1. Im Mai 2012 wurde er von Smuda für den vorläufigen EM-Kader der A-Nationalmannschaft nominiert, dem er im Verlauf auch endgültig angehören sollte. Matuschyk wurde im zweiten Spiel der Gruppe A beim 1:1-Unentschieden gegen die Nationalmannschaft Russlands eingewechselt; schied mit seiner Mannschaft jedoch nach der Gruppenphase aus dem Turnier aus. Seit Sommer 2013 fand er keine weitere Berücksichtigung.

## Erfolge
- Westdeutscher Meister (U19) 2008
- FVM-Pokalsieger 2008
- Aufstieg in die Bundesliga mit Fortuna Düsseldorf 2012
- Aufstieg in die Bundesliga mit dem 1. FC Köln 2014